# American Pie 4
Pour les articles homonymes, voir American Pie.
Pour la série du film, voir American Pie (série de films).
Série American Pie
American Pie : Marions-les !
(2003)
Pour plus de détails, voir Fiche technique et Distribution.
American Pie 4 ou Folies de Graduation : La Réunion  au Québec (American Reunion) est une comédie américaine écrite et réalisée par Jon Hurwitz et Hayden Schlossberg, qui est sortie en 2012.
Il s'agit du quatrième volet de la série American Pie et se déroule 10 ans après le troisième volet, American Pie : Marions-les !.

## Synopsis
Treize ans après la fin de l'école secondaire, il est temps pour nos héros de se retrouver et de faire le point sur leur vie. La vie sexuelle de Jim et Michelle est au plus bas depuis la naissance de leur fils, Evan. Kevin s'ennuie dans sa vie d'homme au foyer. Oz est devenu un présentateur TV à succès, a participé à Celebrity Dance-Off 6 (où il a été éliminé face à l'acteur Gilbert Gottfried) et sort désormais avec une bombe atomique nommée Mia. Mais ce qu'il souhaite le plus, c'est fonder une famille. Quant à Finch, il semble être devenu celui qu'il voulait être, en se baladant dans le monde entier et en pilotant sa moto comme le plus cool des Américains.
Une pile de vêtements se trouve par terre dans une chambre et un lit remue fortement. Il s'avère que c'est Michelle qui tente d'endormir son fils Evan. Elle le couche et dit à Jim qu'elle va prendre un bain. Jim se connecte à internet, sur le site YouPorn et se fait plaisir en utilisant une chaussette. Son fils Evan le surprend. Jim va chercher Michelle qui se donne du plaisir avec le tuyau de douche.
Oz a emménagé dans une villa cossue avec une splendide jeune femme nommée Mia, qui a recruté un jardinier gay. Kevin est en couple et est homme au foyer. Jim, Michelle et Evan arrivent chez Noah, le père de Jim qui est ravi de les voir car il est devenu veuf et la solitude lui pèse.
La bande d'amis, rejoint par Finch qui arrive en moto, se réunit au bar. Puis arrive Stifler, qui n'avait pas été invité, et qui est devenu homme à tout faire dans une entreprise, maltraité par son patron.
Toute la bande d'amis et leurs compagnes vont au bord du lac sur une plage appréciée des jeunes ; ils se font arroser par des lycéens en jet-ski. Stifler venge la bande en souillant la glacière où ils ont entreposé leurs bières et attache les jetskis au véhicule pour les tirer sur la terre ferme, ce qui les détruit. Le lendemain, Jim se réveille avec la gueule de bois, presque nu dans la cuisine.
Le soir, la bande retourne à la plage et sympathise avec les lycéens, Jim retrouve Kara, sa jeune voisine de 18 ans qu'il a gardé autrefois et qui est devenue très attirante. Lorsqu'il la ramène en voiture, celle-ci, ayant trop bu, le provoque et veut à tout prix qu'il soit son "premier". Elle s'endort quasiment nue, ce qui met Jim dans une position embarrassante ; il appelle ses amis pour qu'ils l'aident à la ramener chez elle discrètement... ce qu'ils font avec beaucoup de difficultés.
Le lendemain soir, Stifler fait une grande fête chez lui, Jim propose à son père de venir avec eux, celui-ci sympathise avec Stifler et rencontre Jeanine avec qui il a beaucoup de points communs. Finch est arrêté car il a volé la moto de son patron ; il révèle qu'il est chef de rayon dans un magasin et qu'il s'ennuie fermement.
Lors du bal, Jim et Michelle se réconcilient et retrouvent leur désir mutuel, bien qu'ils soient interrompus par Nadia. Stifler défend Oz, frappe le compagnon d'Heather, qui a humilié Oz en public, et en profite pour se venger sur son propre patron, qui l'a humilié durant toutes ces années.
Stifler rencontre la maman de Finch, qu'il arrive à séduire, et prend ainsi sa revanche sur Finch.
La bande se sépare en se promettant de se revoir bientôt.
Scène inter-générique
Noah et Jeanine sont au cinéma, et Jeanine fait une gâterie à Noah, à la grande stupéfaction de celui-ci.

## Fiche technique
Sauf indication contraire, les informations mentionnées dans cette section peuvent être confirmées par la base de données cinématographiques IMDb,  présente dans la section « Liens externes ».
- Titre original : American Reunion
- Titre français : American Pie 4
- Titre québécois : Folies de Graduation : La Réunion
- Réalisation : Jon Hurwitz et Hayden Schlossberg
- Scénario : Jon Hurwitz et Hayden Schlossberg, d'après les personnages d'Adam Herz (en)
- Musique : Lyle Workman
- Direction artistique : Elliott Glick
- Décors : William Arnold
- Costumes : Mona May
- Photographie : Daryn Okada (en)
- Son : Whit Norris, Beau Borders, Kevin O'Connell
- Montage : Jeff Betancourt (en)
- Production : Craig Perry, Adam Herz, Chris Moore (en) et Warren Zide (es)

Production déléguée : Jason Biggs, Seann William Scott, Chris Weitz, Paul Weitz et Louis G. Friedman,
- Société de production[1] : Relativity Media, Practical Pictures et Zoe Pictures, avec la participation de Universal Pictures
- Société de distribution[1] : Universal Pictures (États-Unis), Universal Pictures International France
- Budget : 50 000 000 de dollars
- Pays d'origine : États-Unis
- Langue originale : anglais
- Format : couleur – 1.85 : 1 – son Dolby Digital
- Genre : comédie
- Dates de sortie[2] :
  - États-Unis, Canada : 6 avril 2012
  - France, Belgique : 2 mai 2012
- Classification[3] :
  -  États-Unis : Interdit aux moins de 17 ans (R – Restricted)[Note 1].
  -  France : Tous publics (visa d'exploitation no 132426 délivré le 5 avril 2012)[4].

## Distribution
- Jason Biggs (VF : Cédric Dumond ; VQ : Olivier Visentin) : James « Jim » Levenstein
- Alyson Hannigan (VF : Virginie Ledieu ; VQ : Aline Pinsonneault) : Michelle Flaherty-Levenstein
- Eugene Levy (VF : Michel Papineschi ; VQ : Guy Nadon) : Noah Levenstein
- Seann William Scott (VF : Jérôme Pauwels ; VQ : Patrice Dubois) : Steve Stifler
- Thomas Ian Nicholas (VF : Damien Witecka ; VQ : Martin Watier) : Kevin Myers
- Chris Klein (VF : Rémi Bichet ; VQ : Louis-Philippe Dandenault) : Chris « Oz » Ostreicher
- Eddie Kaye Thomas (VF : Julien Sibre ; VQ : Tristan Harvey) : Paul « Pause caca » Finch
- Tara Reid (VF : Laura Préjean ; VQ : Pascale Montreuil) : Victoria « Vicky » Lathum
- Mena Suvari (VF : Barbara Delsol ; VQ : Camille Cyr-Desmarais) : Heather
- Jennifer Coolidge (VF : Sophie Deschaumes ; VQ : Marie-Andrée Corneille) : Jeanine Stifler
- Dania Ramírez (VF : Julia Vaidis-Bogard ; VQ : Geneviève Déry) : Selena Vega
- Ali Cobrin (VF : Adeline Chetail) : Kara
- Katrina Bowden (VF : Edwige Lemoine) : Mia
- John Cho (VF : Pascal Grull) : John
- Natasha Lyonne (VF : Alexandra Garijo ; VQ : Valérie Gagné) : Jessica (caméo)
- Shannon Elizabeth (VF : Nathalie Homs) : Nadia (caméo)
- Chris Owen (VF : Christophe Lemoine) : Chuck « Sherminator » Sherman (caméo)
- George Christopher Bianchi : Evan Levenstein
- Charlene Amoia (en) : Ellie
- Jay Harrington (VQ : Daniel Picard) : Ron
- Chuck Hittinger (VF : Gauthier Battoue) : AJ
- Autumn Dial : Alexa
- Robert Hayes (VF : Joachim Salinger) : Bo
- Michael Beasley : Reggie
- Rebecca Field : Loni Lipstein
- Hart Turner (VF : Thierry D'Armor) : Reed
- Vik Sahay (VF : Pascal Nowak) : Prateek Duraiswamy
- Neil Patrick Harris (VQ : Joël Legendre) : le présentateur de Celebrity Dance-Off
- Rebecca De Mornay (VF : Emmanuèle Bondeville) : Rachel, la mère de Finch (non créditée au générique)
- Molly Cheek : Mme Levenstein (caméo)

Source et légende : Version française (VF) ; Version québécoise (VQ)

## Bande originale
Bandes originales de American Pie
American Pie : Marions-les !
(2003)
| No  | Titre                               | Auteur | Interprètes          | Durée |
| --- | ----------------------------------- | ------ | -------------------- | ----- |
| 1.  | Last Night                          |        | Good Charlotte       | 3:40  |
| 2.  | You Make Me Feel (featuring Sabi)   |        | Cobra Starship       | 3:35  |
| 3.  | Here Comes the Hotstepper           |        | Stooshe              | 3:36  |
| 4.  | Wannamama                           |        | Pop Levi             | 3:28  |
| 5.  | My First Kiss (featuring Ke$ha)     |        | 3OH!3                | 3:13  |
| 6.  | I'm a Man                           |        | The Blue Van         | 3:49  |
| 7.  | Bring It On Home                    |        | Kopek                | 3:08  |
| 8.  | Rump Shaker (featuring Teddy Riley) |        | Wreckx-N-Effect      | 3:57  |
| 9.  | Wannabe (version radio)             |        | Spice Girls          | 2:53  |
| 10. | I'll Make Love to You               |        | Boyz II Men          | 4:02  |
| 11. | This Is How We Do It                |        | Montell Jordan       | 3:59  |
| 12. | The Good Life                       |        | Hassahn Phenomenon   | 3:21  |
| 13. | My Generation                       |        | Thomas Nicholas Band | 2:28  |
| 14. | Class of '99                        |        | Lyle Workman (en)    | 5:49  |
| 15. | Na Na Na                            |        | My Chemical Romance  | 4:13  |
| 16. | American Reunion                    |        | Lyle Workman         | 3:26  |

## Accueil

### Box-office
- France : 1 525 337 entrées
- États-Unis : 56 478 000 dollars
- Mondial : 233 566 407 dollars

## Distinctions
Entre 2012 et 2013, American Pie 4 a été sélectionné 5 fois dans diverses catégories et a remporté 1 récompense.

### Récompenses
- Prix BMI du cinéma et de la télévision 2013 : 
  - Prix BMI de la meilleure musique de film décerné à Lyle Workman.

### Nominations
- Prix du jeune public 2012 : 
  - Meilleur film de comédie,
  - Meilleur acteur de cinéma dans un film de comédie pour Jason Biggs,
  - Meilleure actrice de cinéma dans un film de comédie pour Alyson Hannigan.
- Guilde des superviseurs de musique 2013 (Guild of Music Supervisors Awards) :
  - Meilleure supervision musicale pour les films d'un budget supérieur à 25 millions de dollars pour Jojo Villanueva.